# David Ojabo
David Ojabo (geboren am 17. Mai 2000 in Port Harcourt, Nigeria) ist ein nigerianischer American-Football-Spieler auf der Position des Outside Linebackers. Er spielte College Football für die University of Michigan und wurde im NFL Draft 2022 in der zweiten Runde von den Baltimore Ravens ausgewählt.

## College
Ojabo verbrachte die ersten sieben Jahre seines Lebens in der nigerianischen Millionenstadt Port Harcourt, bevor sein Vater aus beruflichen Gründen mit seiner Familie nach Westhill, einen Vorort von Aberdeen in Schottland umzog. In Schottland spielte er Fußball und Basketball. Im Alter von 15 Jahren zog Ojabo in die Vereinigten Staaten, um dort auf die Highschool zu gehen und eine Karriere als Basketballspieler zu verfolgen. Er besuchte die Blair Academy in Blairstown, New Jersey. Dort spielte er in der Basketballmannschaft mit Odafe Oweh zusammen und kam über ihn zum American Football, zudem war er an der Highschool auch als Sprinter aktiv. Ojabo war ab 2017 Stammspieler in der Defensive Line seiner Highschoolfootballmannschaft und konnte dabei überzeugen, sodass er zahlreichen Stipendienangeboten von College-Football-Programmen erhielt.
Ab 2019 ging Ojabo auf die University of Michigan, um College Football für die Michigan Wolverines zu spielen. Zunächst legte er ein Redshirt-Jahr ein, in der aufgrund der COVID-19-Pandemie verkürzten Saison 2020 kam er in allen sechs Spielen in den Special Teams sowie in drei Partien als Ergänzungsspieler in der Defense zum Einsatz. Nach dem Abgang von Kwity Paye in die NFL nahm Ojabo in der Saison 2021 neben Aidan Hutchinson eine größere Rolle ein. Er konnte elf Sacks erzielen sowie fünf Fumbles erzwingen, wurde in das All-Star-Team der Big Ten Conference gewählt und zog mit Michigan in die College-Football-Playoffs ein. Nach der Saison gab Ojabo seine Anmeldung für den NFL Draft 2022 bekannt. Bei seinem Pro Day im März 2022 zog Ojabo sich einen Achillessehnenriss zu.

## NFL
Ojabo wurde im NFL Draft 2022 in der zweiten Runde an 45. Stelle von den Baltimore Ravens ausgewählt. Aufgrund seiner Achillessehnenverletzung verpasste er die Preseason und wurde zu Saisonbeginn auf die Injured Reserve List gesetzt. Daher kam Ojabo erst an den letzten beiden Spieltagen zum Einsatz und spielte als Rookie lediglich 21 Snaps in der Regular Season, davon 20 im Saisonfinale gegen die Cincinnati Bengals. Dabei gelang ihm ein Sack, bei dem er einen Fumble erzwingen konnte. Zudem kam er zu einem Kurzeinsatz in den Play-offs.

## NFL-Statistiken
| Saison                             | Saison | Spiele | Spiele      | Tackles | Tackles | Tackles | Tackles | Interceptions | Interceptions | Interceptions | Interceptions | Interceptions | Fumbles | Fumbles | Fumbles |
| Jahr                               | Team   | Spiele | als Starter | Gesamt  | Solo    | Ast     | Sacks   | PD            | INT           | Yds           | Lng           | TD            | FF      | FR      | TD      |
| ---------------------------------- | ------ | ------ | ----------- | ------- | ------- | ------- | ------- | ------------- | ------------- | ------------- | ------------- | ------------- | ------- | ------- | ------- |
| 2022                               | BAL    | 2      | 0           | 1       | 1       | 0       | 1,0     | 0             | 0             | 0             | 0             | 0             | 1       | 0       | 0       |
| 2023                               | BAL    | 3      | 1           | 6       | 5       | 1       | 1,0     | 0             | 0             | 0             | 0             | 0             | 1       | 0       | 0       |
| 2024                               | BAL    | 13     | 0           | 9       | 5       | 4       | 2,0     | 0             | 0             | 0             | 0             | 0             | 0       | 0       | 0       |
| Gesamt                             | Gesamt | 18     | 1           | 16      | 11      | 5       | 4,0     | 0             | 0             | 0             | 0             | 0             | 2       | 0       | 0       |
| Quelle: pro-football-reference.com |        |        |             |         |         |         |         |               |               |               |               |               |         |         |         |